# شبکه مدیریت مخابرات
شبکه مدیریت ارتباطات یک مدل پروتکلی است که توسط ITU-T برای مدیریت سیستم های باز در یک شبکه ارتباطی تعریف شده است. این بخشی از توصیه های ITU-T سری M.3000 است و بر اساس مشخصات مدیریت OSI در سری X.700 توصیه ITU-T است.
TMN چارچوبی را برای دستیابی به اتصال و ارتباط بین سیستم های عملیاتی ناهمگن و شبکه های مخابراتی فراهم می کند. برای دستیابی به این هدف، TMN مجموعه ای از نقاط رابط را برای عناصری که پردازش ارتباطات واقعی را انجام می دهند (مانند سوئیچ پردازش تماس) تعریف می کند تا عناصری مانند ایستگاه های کاری مدیریت به آنها دسترسی داشته باشند تا آنها را نظارت و کنترل کند. رابط استاندارد به عناصر سازنده مختلف اجازه می دهد تا تحت یک کنترل مدیریت واحد در یک شبکه گنجانده شوند.
برای ارتباط بین سیستم‌های عملیاتی و NE (عناصر شبکه)، از پروتکل اطلاعات مدیریت مشترک (CMIP) یا دستگاه‌های میانجی استفاده می‌کند که از رابط Q3 استفاده می‌کند.
سازمان لایه ای TMN به عنوان پایه ای اساسی برای نرم افزار مدیریت شبکه های ISDN، B-ISDN، ATM، SDH/SONET و GSM استفاده می شود. به طور معمول برای شبکه های داده صرفاً سوئیچینگ بسته استفاده نمی شود.
شبکه های مخابراتی مدرن عملکردهای مدیریت خودکار را ارائه می دهند و توسط نرم افزار سیستم پشتیبانی عملیات (OSS) اجرا می شوند. اینها شبکه‌های مخابراتی مدرن را مدیریت می‌کنند و داده‌هایی را که در اجرای روزانه شبکه‌های مخابراتی مورد نیاز است، فراهم می‌کنند. نرم افزار OSS همچنین مسئول صدور دستورات به زیرساخت شبکه برای فعال کردن خدمات جدید، شروع خدمات برای مشتریان جدید و شناسایی و تصحیح خطاهای شبکه است.

## معماری
طبق ITU-T M.3010 TMN دارای 3 معماری است:
معماری فیزیکی
معماری امنیتی
معماری لایه ای منطقی

## لایه های منطقی
چارچوب چهار لایه منطقی مدیریت شبکه را شناسایی می کند:
مدیریت بازرگانی : 
شامل کارکردهای مرتبط با جنبه های تجاری، تجزیه و تحلیل روندها و مسائل کیفیت، به عنوان مثال، یا ارائه مبنایی برای صورتحساب و سایر گزارش های مالی.
مدیریت خدمات فناوری اطلاعات :
خدمات در شبکه را مدیریت می کند: تعریف، مدیریت و شارژ خدمات.
مدیریت شبکه :
منابع شبکه را توزیع می کند، وظایف: پیکربندی، کنترل و نظارت بر شبکه را انجام می دهد.
مدیریت عناصر :
کنترل عناصر شبکه منفرد از جمله مدیریت هشدار، مدیریت اطلاعات، تهیه نسخه پشتیبان، ثبت و نگهداری سخت افزار و نرم افزار.
یک عنصر شبکه خدمات عامل را ارائه می کند و جنبه های فیزیکی تجهیزات را در چارچوب TMN ترسیم می کند.

## توصیه ها
سری TMN M.3000 شامل توصیه های زیر است:
- M.3000 آموزش مقدماتی برای TMN
- M.3010 اصول یک TMN
- متدولوژی مشخصات رابط M.3020 TMN
- چارچوب فرآیند کسب و کار M.3050 (eTOM)
- M.3060 اصول مدیریت شبکه های نسل بعدی
- مدل اطلاعات شبکه عمومی M.3100 برای TMN
- بررسی اجمالی خدمات مدیریت TMN M.3200
- M.3300 TMN قابلیت های مدیریت در رابط F

## همچنین ببینید
- پروتکل آسان مدیریت شبکه (SNMP)
- پروتکل رابط مدیریت مشترک (CMIP، X.700)

## خوانش اضافه
- Galis, A. (July 2000). Multi-Domain Communication Management. Boca Raton, Florida: CRC Press. ISBN 0-8493-0587-X. 420 pp with 740 pp appendices in CD-ROM